# نانسی فولبر
نانسی فولبر (متولد ۱۹ ژوئیه ۱۹۵۲) یک اقتصاددان فمینیست آمریکایی است که بر اقتصاد خانواده، کار غیر بازاری و اقتصاد مراقبت تمرکز دارد. او استاد اقتصاد در دانشگاه ماساچوست امهرست است. او از سال ۲۰۰۲ تا ۲۰۰۳ رئیس انجمن بین‌المللی اقتصاد فمینیستی (IAFFE) بود، از سال ۱۹۹۵ به عنوان ویراستار همکار مجله اقتصاد فمینیستی فعالیت کرده و همچنین عضو هیئت تحریریه مجله زنان، سیاست و سیاست‌گذاری است. او سخنران افتتاحیه آیلسا مک‌کی در سال ۲۰۱۶ بود.

## تمرکز
فولبر بر اقتصاد مراقبت تمرکز دارد و آن را چنین تعریف می‌کند: «کارهایی که شامل ارتباط با دیگران است، تلاشی برای کمک به افراد در برآوردن نیازهایشان، مانند مراقبت از کودکان، مراقبت از سالمندان، مراقبت از افراد بیمار یا آموزش دادن که نوعی کار مراقبتی است.» او اضافه می‌کند که کار مراقبتی می‌تواند پرداخت‌شده یا بدون پرداخت باشد. فولبر استدلال می‌کند که اقتصاددانان اصلی به اندازه کافی به اقتصاد مراقبت توجه نمی‌کنند. این امر برای زنان مضر است، زیرا حذف کار غیر بازاری و کار مراقبتی از تحلیل‌های اقتصادی اصلی می‌تواند زنان و کودکان را به حاشیه براند و سهم آن‌ها در خانه و جامعه را بی‌ارزش کند.
مراقبت نوع خاصی از کار است زیرا «به‌طور ذاتی انگیزه‌بخش است»، یعنی نه تنها پول باعث انگیزش افراد برای مراقبت می‌شود. فولبر استدلال می‌کند که کار مراقبتی به‌طور تاریخی بی‌ارزش شده است، زیرا به‌طور عمده توسط زنان و با هزینه کم یا بدون هزینه ارائه شده است. این مسئله به‌خوبی توضیح می‌دهد که چرا زنان درآمد کمتری نسبت به مردان دارند. در این راستا، فولبر از خود می‌پرسد چرا زنان مشاغل مراقبتی را انتخاب می‌کنند و بر این باور است که ساخت اجتماعی زنانه‌بودن پیوندی میان زنانه‌بودن و مراقبت ایجاد می‌کند. فولبر معتقد است که تنها از طریق همکاری جمعی برای تضمین تأمین و کیفیت بهتر مراقبت، به‌طور مستقل از بازار، می‌توان اطمینان حاصل کرد که مسئولیت مراقبت به‌طور عادلانه توزیع شده و به‌طور نامتناسبی بر دوش زنان قرار نگیرد.
در کتاب معروف خود قلب نامرئی (The Invisible Heart)، فولبر به بررسی بازار و رقابت فردی می‌پردازد که این رقابت ایجاد می‌کند و استدلال می‌کند که مراقبت ضروری از سالمندان و کودکان در بازار تأمین نمی‌شود، با این حال هنوز برای جامعه حیاتی است. به‌طور تاریخی زنان این مراقبت را یا به‌عنوان کار غیر بازاری یا کار بازاری با دستمزد کم تأمین کرده‌اند. فولبر به بررسی ساختارهای اجتماعی و دولتی که از مراقبت پشتیبانی می‌کنند و آن را تأمین می‌کنند، و تکامل آن‌ها در طول تاریخ پرداخته است. او در پایان نتیجه می‌گیرد که همه ما مسئولیت داریم از دیگران مراقبت کنیم و چشم‌اندازی برای آینده ارائه می‌دهد که در آن مراقبت و کار مراقبتی اولویت بیشتری پیدا کرده و حمایت بیشتری از آن‌ها صورت گیرد.
فولبر همچنین به‌طور گسترده‌ای دربارهٔ سازمان اجتماعی زمان نوشته است، به‌ویژه زمانی که به مراقبت از کودکان و سالمندان اختصاص می‌یابد و چگونه سیاست‌های خانواده و نهادهای اجتماعی انتخاب‌های افراد بین کار پرداختی و غیرپرداختی را محدود می‌کنند.
فولبر وبلاگ «Care Talk: coordinating research on care provision» را از سال ۲۰۰۸ تا ۲۰۰۹ نگهداری می‌کرد. او همچنین نویسندهٔ وبلاگ «Economix» در نیویورک تایمز است، فرصتی که او گفته است از آن لذت می‌برد، زیرا «اکثر دانشگاهیان زمان زیادی را صرف نوشتن مطالبی می‌کنند که تعداد کمی از افراد آن‌ها را می‌خوانند».